# Casbia rosacea
Casbia rosacea är en fjärilsart som beskrevs av Holloway 1979. Casbia rosacea ingår i släktet Casbia och familjen mätare. Inga underarter finns listade i Catalogue of Life.